# Sinais de Deus
Sinais de Deus é o quinto trabalho da cantora Raquel Mello lançado em 2009 pela gravadora Central Gospel Music. A canção "Quero Descer" contou com a participação do cantor Nani Azevedo.
O álbum recebeu até o momento o Disco de Platina pela vendagem superior a 100 mil cópias.

## Faixas
1. Sinais de Deus (Anderson Freire) - 4:01
2. Quero Descer (Anderson Freire e Jenny de Jesus) - 4:48
3. Medley (Canções do Céu) (Domínio Público) - 6:09
4. Amor Que Transforma (Jill Viegas) - 3:48
5. Sai da Frente (Anderson Freire) - 4:21
6. Medley (Celebração) (Domínio Público) - 5:07
7. Sempre Mais (Anderson Freire) - 4:54
8. Sopro de Deus (Anderson Freire) - 4:06
9. Oração da Família (Anderson Freire) - 4:36
10. Justo e Fiel (Raquel Mello) - 3:24
11. Deus Muda a Sua História (Cristiane Ferr) - 4:11
12. Amor dos Meus Sonhos (Jill Viegas) - 4:35